# Инхорн, Марсия
Марсия Инхорн (Marcia C. (Claire) Inhorn; род. 9 декабря 1957) — американский медицинский антрополог, исследовательница современного Ближнего Востока. Доктор философии (1991). Именной профессор Йеля. Лауреат Robert B. Textor and Family Prize (2015), а также Eileen Basker Prize (1995) и Diana Forsythe Prize (2007).
Докторскую степень получила в Калифорнийском университете в Беркли. Преподавала в Университете Аризоны (1991—1994) и Университете Эмори (1994—2000), а также в Мичиганском университете (2001—2008). Из последнего и перешла в Йель, где на кафедре антропологии является одним из шести медицинских антропологов.
Занимает пятое место в топ-10 влиятельных антропологов 2010—2020 гг. по версии AcademicInfluence.com.
Замужем, двое детей.
Автор семи книг и редактор тринадцати. Автор Motherhood on Ice: The Mating Gap and Why Women Freeze Their Eggs (NYU Press, 2023). Другие книги:
- America’s Arab Refugees: Vulnerability and Health on the Margins (Stanford U Press, 2018)
- Cosmopolitan Conceptions: IVF Sojourns in Global Dubai, (Duke U Press, 2015)
- The New Arab Man: Emergent Masculinities, Technologies, and Islam in the Middle East (Princeton U Press, 2012)
- Local Babies, Global Science: Gender, Religion, and In Vitro Fertilization in Egypt (Routledge, 2003)
- Infertility and Patriarchy: The Cultural Politics of Gender and Family Life in Egypt (U Pennsylvania Press, 1996)
- Quest for Conception: Gender, Infertility, and Egyptian Medical Traditions (U Pennsylvania Press, 1994)